# シモン・ピーテルスゾーン・フェレルスト
シモン・ピーテルスゾーン・フェレルスト（Simon Pietersz. Verelst、1644年 - 1721年ころ）は、オランダ出身の画家である。1668年からイギリスで働き、肖像画や静物画を描いた。

## 略歴
デン・ハーグで生まれた。多くの画家を出した一族の出身で、父親のピーテル・ヘルマンスゾーン・フェレルスト（Pieter Hermansz. Verelst: c.1618-c1678）は、オランダ、ドルトレヒト生まれで画家になり、兄弟のヘルマン・フェレルスト（Herman Verelst、1641-1702）とヨハネス・フェレルスト（Johannes Verelst: 1648-1734)、甥のコルネリス・フェレルスト（Cornelis Verelst: 1667?–1734）、姪のマリア・フェレルスト（Maria Verelst: 1680–1744）も画家になった。
父親から絵を学び1663年にデン・ハーグの画家の組合「Confrérie Pictura(絵の兄弟信心会)」のメンバーになった。1668年にチャールズ2世の治世下のロンドンに移った。バッキンガム公がフェレルストのパトロンになり、肖像画家、静物画家として人気になった 。1683年にウィーンで働いていた兄のヘルマンがロンドンで働くようになり、1691年に弟のヨハネスもロンドンに移って来た。
シモン・ピーテルスゾーン・フェレルストが肖像画を描いた人物にはプリンス・ルパート・オブ・ザ・ラインがいる。
精神病の発作を起こすようになり、自らを「花の神（the God of Flowers".）」と称した。18世紀の初めにオランダの画家たちの伝記を著わしたヤコブ・カンポ・ワイエルマン（Jacob Campo Weyerman: 1677-1747）によれば、1709年にはロンドンのストランドのWilliam Lovejoyという画商の家に住む、暴力を振るわないように監禁されていたとされる。後に精神病院に入院し退院したともされ、ロンドンで亡くなったがその時期は不明である。

## 作品

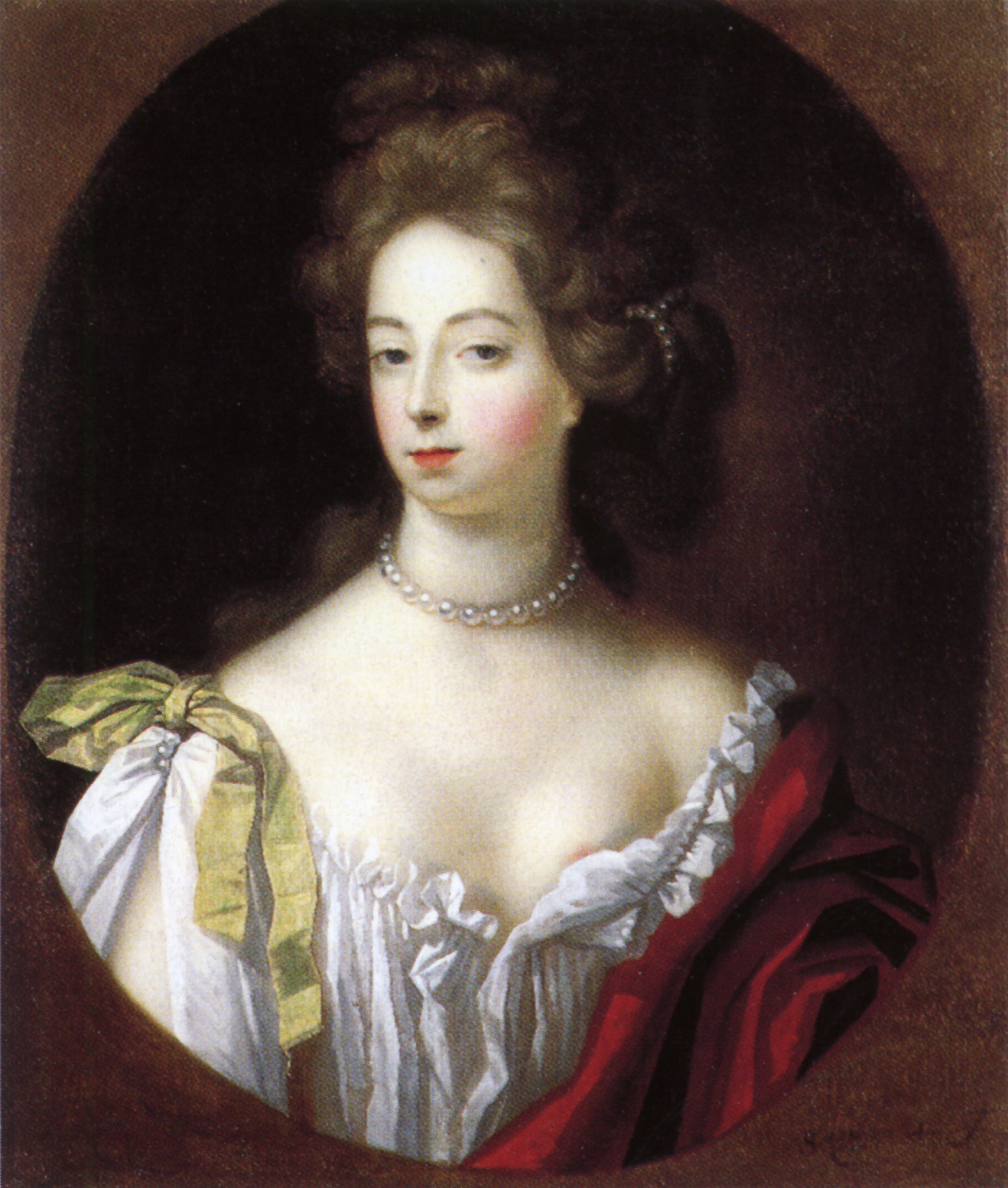
ネル・グウィン (c.1680) ナショナル・ポートレート・ギャラリー
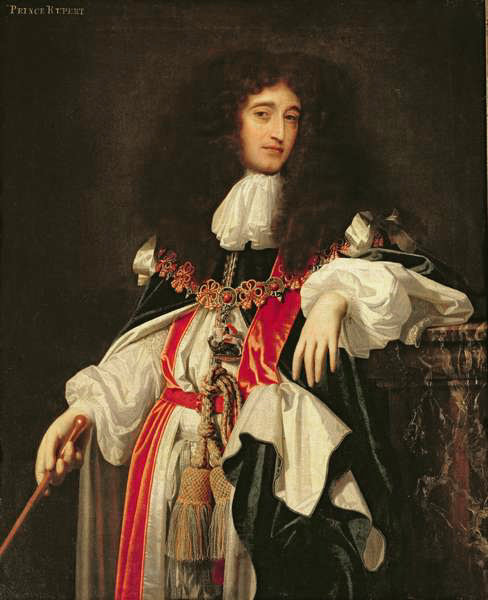
プリンス・ルパート・オブ・ザ・ライン (c.1680)
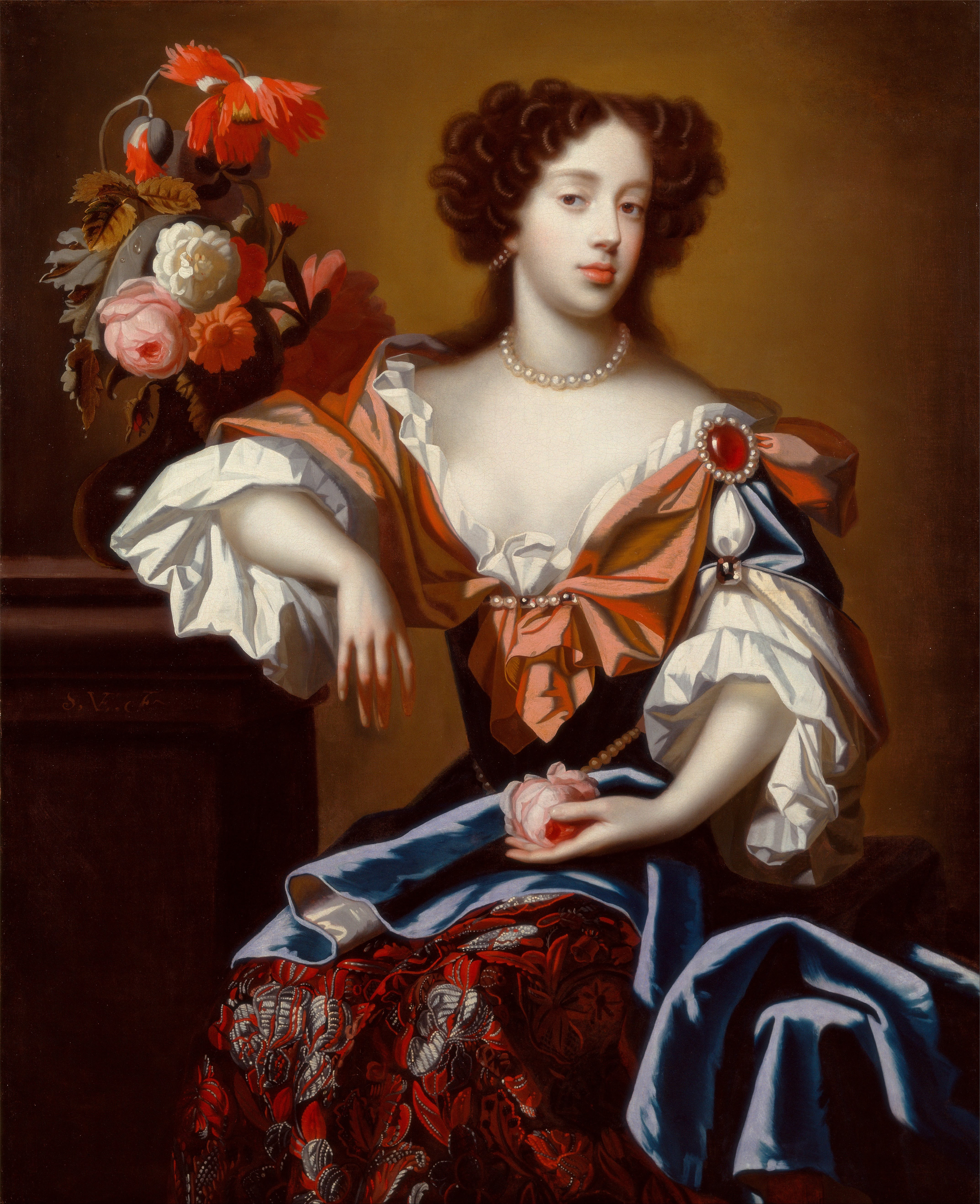
Mary of Modena (c.1680)
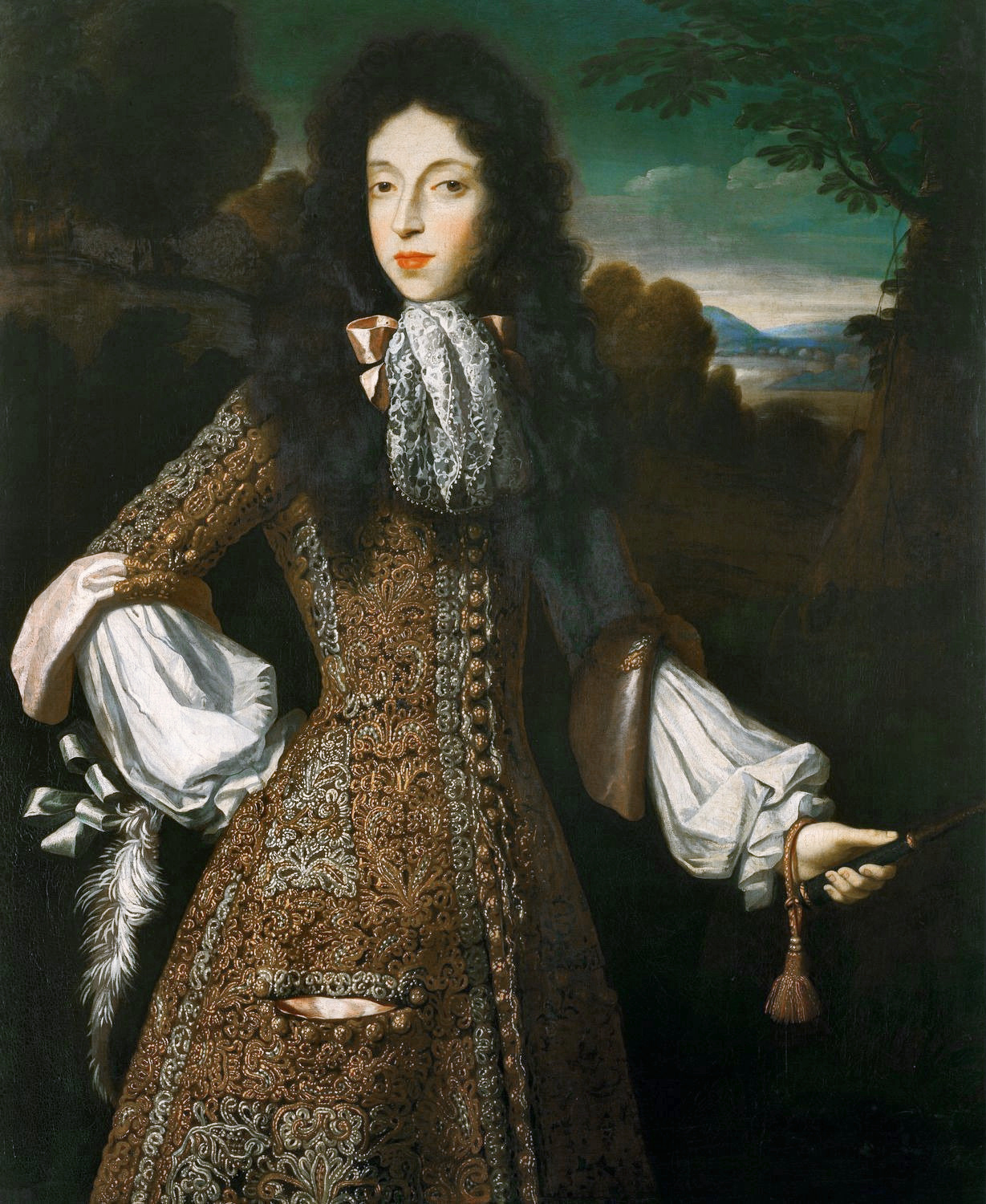
Mary of Modena (1675)
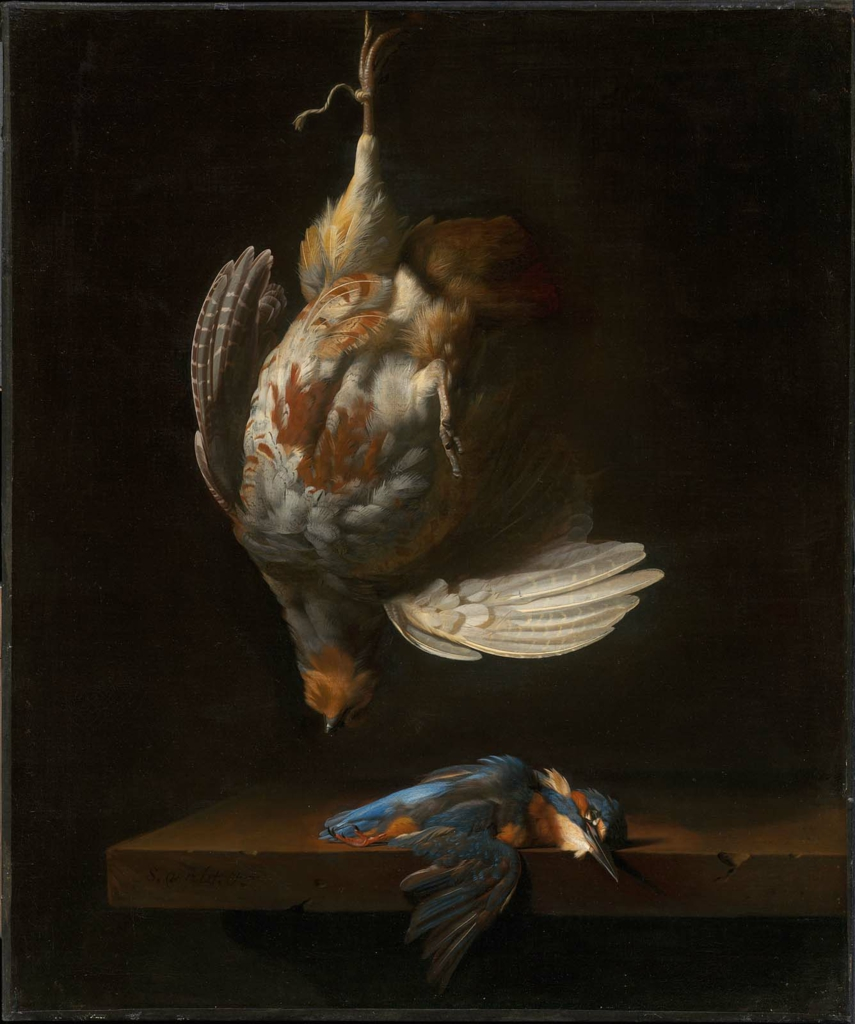
静物画 ボストン美術館
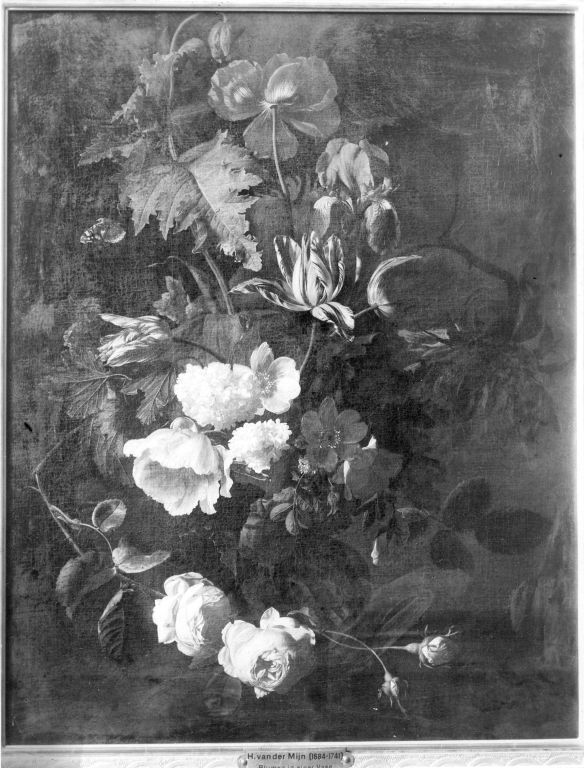
静物画
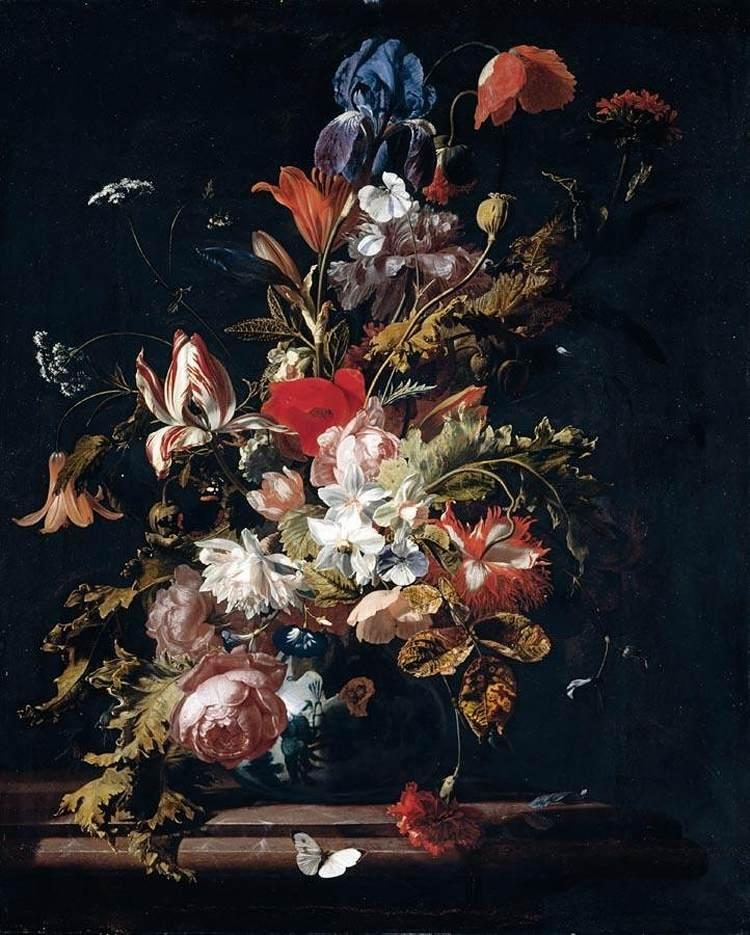
静物画
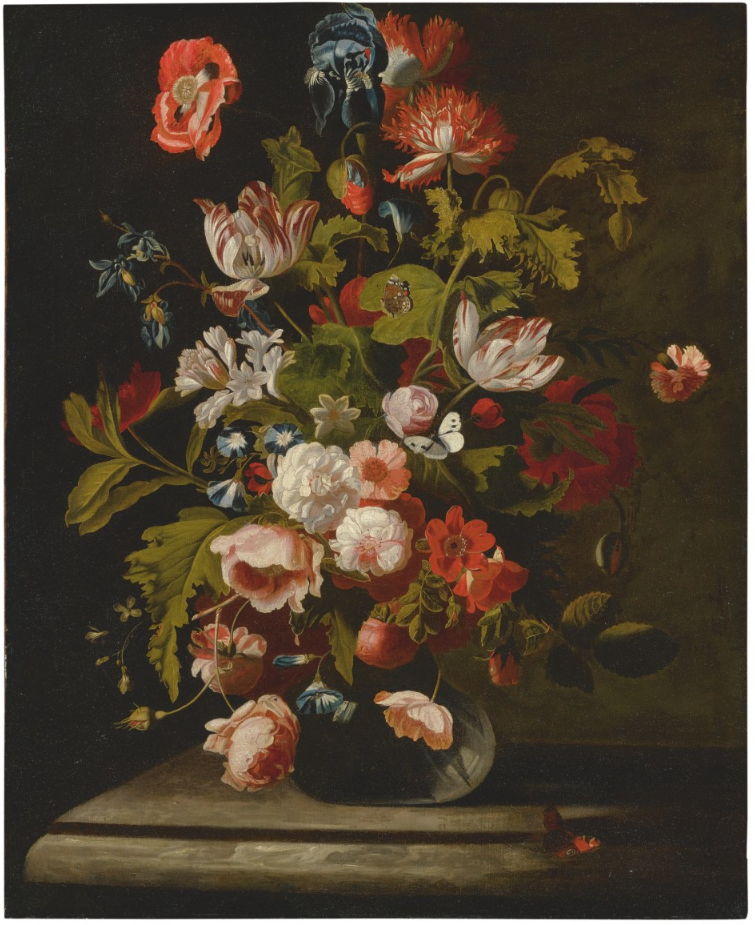
静物画